# Stal Gorzów Wielkopolski (żużel) w sezonie 2023
Sezon 2023 był 57. Stali Gorzów Wielkopolski w ekstralidze i 76. w historii klubu.

## Rozgrywki

### Statystyki
Zasady klasyfikacji: minimum 1 start w rozgrywkach ekstraligi w sezonie 2023.
| Msc. | Żużlowiec          | Wiek | M. | B. | Pkt. | Bon. | Razem | Śr. bieg. | KSM |
| ---- | ------------------ | ---- | -- | -- | ---- | ---- | ----- | --------- | --- |
| 4    | Martin Vaculík     | 33   | 16 | 84 | 181  | 10   | 191   | 2,274     | –   |
| 8    | Anders Thomsen     | 29   | 14 | 71 | 145  | 8    | 153   | 2,155     | –   |
| 15   | Szymon Woźniak     | 30   | 16 | 77 | 136  | 16   | 152   | 1,974     | –   |
| 25   | Oskar Fajfer       | 29   | 16 | 76 | 111  | 23   | 134   | 1,763     | –   |
| 39   | Oskar Paluch       | 17   | 16 | 52 | 65   | 6    | 71    | 1,365     | –   |
| 44   | Wiktor Jasiński    | 23   | 15 | 48 | 44   | 9    | 53    | 1,104     | –   |
| 48   | Mateusz Bartkowiak | 20   | 12 | 34 | 24   | 8    | 32    | 0,941     | –   |
| nsk  | Jakub Stojanowski  | 20   | 4  | 11 | 5    | 1    | 6     | 0,545     | –   |
| nsk  | Mathias Pollestad  | 18   | 6  | 15 | 8    | 0    | 8     | 0,533     | –   |

Wiek według roku urodzenia. Żużlowcy do 21 lat - młodzieżowcy (inaczej juniorzy),
M. - liczba meczów, B. - liczba biegów, Pkt. - liczba punktów, Bon. - liczba bonusów,
Razem - suma Pkt. i Bon., Śr. bieg. - iloraz Razem przez B., KSM - iloczyn Śr. bieg. bez Bon. razy 4,
Msc. - miejsce na liście klasyfikacyjnej, nsk - żużlowiec niesklasyfikowany

### PGE Ekstraliga
| 1 runda 8 kwietnia 2023 | For Nature Solutions KS Apator Toruń | 47:43 | ebut.pl Stal Gorzów Wielkopolski | Motoarena Toruń im. Mariana Rosego Widzów: 10 431 Sędzia: Michał Sasień |
| 1 runda 8 kwietnia 2023 | 9. Dudek 9 (3,3,1,1,1) 10. Lambert 11 (3,2,2,3,1) 11. Przedpełski 7 (0,1,3,3,0) 12. Sajfutdinow 11 (2,2,2,3,2) 13. Lampart 4 (0,1,3,0) 14. Lewandowski 2 (1,1,0) 15. Affelt 3 (3,0,0) | 47:43 | 1. Woźniak 8 (1,2,3,2,0) 2. O. Fajfer 9 (1,3,0,2,3) 3. Vaculík 11 (2,3,1,0,2,3) 4. Jasiński 4 (2,0,2,–) 5. Thomsen 7 (3,w,1,1,2) 6. Bartkowiak 0 (0,0,0) 7. Paluch 4 (2,1,1) 8. Pollestad ns | Motoarena Toruń im. Mariana Rosego Widzów: 10 431 Sędzia: Michał Sasień |

| 2 runda 18 kwietnia 2023 | ebut.pl Stal Gorzów Wielkopolski | 51:39 | ZOOLeszcz GKM Grudziądz | Stadion im. Edwarda Jancarza Widzów: 8 160 Sędzia: Paweł Słupski |
| 2 runda 18 kwietnia 2023 | 9. Woźniak 13 (3,3,3,2,2) 10. O. Fajfer 8 (3,1,2,1,1) 11. Vaculík 9 (1,2,3,1,2) 12. Jasiński 3 (2,1,w,0) 13. Thomsen 13 (1,3,3,3,3) 14. Paluch 4 (2,1,1) 15. Bartkowiak 1 (1,0,0) 16. Pollestad ns | 51:39 | 1. Jakobsen 4 (2,1,0,1,0) 2. Fricke 9 (0,2,1,3,3,0) 3. Czugunow 5 (0,3,2,0) 4. Krakowiak 2 (2,d,0,–,–) 5. Pedersen 13 (3,2,2,3,2,1) 6. Pludra 6 (3,0,1,2) 7. Łobodziński 0 (0,0,–) 8. Rafalski ns | Stadion im. Edwarda Jancarza Widzów: 8 160 Sędzia: Paweł Słupski |

| 3 runda 21 kwietnia 2023 | Tauron Włókniarz Częstochowa | 45:45 | ebut.pl Stal Gorzów Wielkopolski | Arena Częstochowa Widzów: 8 000 Sędzia: Paweł Słupski |
| 3 runda 21 kwietnia 2023 | 9. Madsen 12 (3,3,2,3,1) 10. Woryna 4 (3,1,0,0) 11. Drabik 10 (0,3,2,3,2) 12. Miśkowiak 6 (1,2,1,2,0) 13. Michelsen 10 (3,3,3,1,0) 14. Kupiec 1 (w,1,0) 15. Karczewski 2 (1,0,1) 16. Karlsson ns | 45:45 | 1. Woźniak 8 (2,2,1,0,3) 2. Jasiński 1 (0,1,–,–) 3. Vaculík 10 (1,1,2,2,2,2) 4. O. Fajfer 5 (2,0,1,1,1) 5. Thomsen 16 (2,2,3,3,3,3) 6. Bartkowiak 2 (2,0,0) 7. Paluch 3 (3,0,d) 8. Pollestad ns | Arena Częstochowa Widzów: 8 000 Sędzia: Paweł Słupski |

| 4 runda 28 kwietnia 2023 | ebut.pl Stal Gorzów Wielkopolski | 41:48 | Platinum Motor Lublin | Stadion im. Edwarda Jancarza Widzów: 12 980 Sędzia: Artur Kuśmierz |
| 4 runda 28 kwietnia 2023 | 9. Woźniak 9 (3,2,3,w,1) 10. O. Fajfer 2 (1,0,1,0) 11. Vaculík 11 (1,3,2,3,2) 12. Jasiński 5 (0,1,1,2,1) 13. Thomsen 7 (2,3,1,1,w) 14. Paluch 5 (3,2,0) 15. Bartkowiak 2 (2,0,0) 16. Pollestad ns | 41:48 | 1. Hampel 7 (2,2,0,3,–) 2. Kubera 6 (1,1,2,2) 3. J. Holder 8 (0,0,3,3,2) 4. Lindgren 10 (3,2,2,w,3) 5. Zmarzlik 14 (3,3,3,2,3) 6. K. Grzelak 0 (w,0,0) 7. Cierniak 3 (1,1,1,0) 8. Bańbor ns | Stadion im. Edwarda Jancarza Widzów: 12 980 Sędzia: Artur Kuśmierz |

| 5 runda 7 maja 2023 | Betard Sparta Wrocław | 49:41 | ebut.pl Stal Gorzów Wielkopolski | Stadion Olimpijski we Wrocławiu Widzów: 13 534 Sędzia: Artur Kuśmierz |
| 5 runda 7 maja 2023 | 9. Woffinden 3 (1,1,1,w,–) 10. Bewley 12 (3,2,3,3,1) 11. A. Łaguta 10 (0,2,2,3,3) 12. Pi. Pawlicki 6 (1,3,1,1) 13. Janowski 10 (3,1,3,0,3) 14. Andrzejewski 0 (0,0,0) 15. Kowalski 8 (3,3,2,0) | 49:41 | 1. Woźniak 10 (2,2,2,2,2) 2. Jasiński 1 (0,0,0,–,–) 3. Vaculík 10 (3,1,2,3,1,0) 4. O. Fajfer 3 (2,0,1,–) 5. Thomsen 13 (2,3,3,2,1,2) 6. Bartkowiak 2 (1,1,0) 7. Paluch 3 (2,0,1) 8. Pollestad 0 (0) | Stadion Olimpijski we Wrocławiu Widzów: 13 534 Sędzia: Artur Kuśmierz |

| 6 runda 21 maja 2023 | Cellfast Wilki Krosno | 26:28 | ebut.pl Stal Gorzów Wielkopolski | Stadion MOSiR Krosno Widzów: 7 000 Sędzia: Paweł Słupski |
| 6 runda 21 maja 2023 | 9. Ļebedevs 8 (2,3,3) 10. Świdnicki 1 (d,1,–) 11. Milík 3 (0,3) 12. Kasprzak 3 (1,2) 13. Doyle 9 (3,3,3) 14. Sadurski 1 (d,1,–) 15. Zieliński 1 (1,0) 16. Bańdur 0 (0,w) | 26:28 | 1. Woźniak 7 (3,2,2) 2. Jasiński 2 (d,1,1) 3. Vaculík 3 (1,0,2) 4. O. Fajfer 5 (3,1,1) 5. Thomsen 4 (2,2) 6. Bartkowiak 5 (3,2) 7. Paluch 2 (2,w) 8. Stojanowski ns | Stadion MOSiR Krosno Widzów: 7 000 Sędzia: Paweł Słupski |

| 7 runda 28 maja 2023 | ebut.pl Stal Gorzów Wielkopolski | 57:33 | Fogo Unia Leszno | Stadion im. Edwarda Jancarza Widzów: 12 157 Sędzia: Arkadiusz Kalwasiński |
| 7 runda 28 maja 2023 | 9. Woźniak 13 (2,3,2,3,3) 10. O. Fajfer 8 (1,2,1,2,2) 11. Vaculík 13 (3,3,1,3,3) 12. Jasiński 6 (1,1,3,1) 13. Thomsen 12 (2,3,3,3,1) 14. Paluch 2 (1,0,1) 15. Bartkowiak 3 (3,0,0) 16. Stojanowski ns | 57:33 | 1. Smektała 4 (1,2,0,0,1) 2. Kołodziej 11 (3,1,3,2,2,0) 3. Miedziński 0 (0,–,0,0) 4. Zengota 2 (2,w,–,–,–) 5. Lidsey 6 (0,1,2,1,2) 6. Ratajczak 9 (2,3,2,2,0,0) 7. Mencel 1 (d,0,1) 8. H. Jabłoński ns | Stadion im. Edwarda Jancarza Widzów: 12 157 Sędzia: Arkadiusz Kalwasiński |

| 8 runda 4 czerwca 2023 | Fogo Unia Leszno | 41:49 | ebut.pl Stal Gorzów Wielkopolski | Stadion im. Alfreda Smoczyka Widzów: 5 000 Sędzia: Krzysztof Meyze |
| 8 runda 4 czerwca 2023 | 9. Smektała 15 (3,3,3,1,3,2) 10. Kołodziej 1 (u,1,–,–,–) 11. Miedziński 4 (0,1,2,–,1) 12. H. Jabłoński 2 (1,0,1,0) 13. Lidsey 8 (2,2,1,2,1) 14. Mencel 3 (1,2,0,0) 15. Ratajczak 8 (3,1,w,1,2,1) | 41:49 | 1. Woźniak 10 (1,3,2,2,2) 2. Jasiński 1 (0,1,–,–) 3. Vaculík 14 (2,3,3,3,3) 4. O. Fajfer 10 (3,2,2,3,0) 5. Thomsen 11 (3,2,3,0,3) 6. Paluch 0 (w,w,w) 7. Bartkowiak 2 (2,0,0) 8. Pollestad 1 (0,1) | Stadion im. Alfreda Smoczyka Widzów: 5 000 Sędzia: Krzysztof Meyze |

| 9 runda 9 czerwca 2023 | ebut.pl Stal Gorzów Wielkopolski | 57:33 | Cellfast Wilki Krosno | Stadion im. Edwarda Jancarza Widzów: 8 957 Sędzia: Michał Sasień |
| 9 runda 9 czerwca 2023 | 9. Woźniak 7 (d,1,3,3,0) 10. O. Fajfer 12 (3,3,2,2,2) 11. Vaculík 12 (3,d,3,3,3) 12. Jasiński 5 (1,1,1,2) 13. Thomsen 15 (3,3,3,3,3) 14. Paluch 3 (3,t,0) 15. Bartkowiak 3 (1,1,1) 16. Stojanowski ns | 57:33 | 1. Doyle 8 (2,2,d,w,2,2) 2. Świdnicki 1 (–,–,1,–,–) 3. Milík 6 (1,3,1,1) 4. Kasprzak 7 (2,2,2,1,d) 5. Ļebedevs 8 (2,2,2,0,1,1) 6. Sadurski 1 (0,1,0) 7. Zieliński 2 (2,0,0) 8. Bańdur 0 (0,0) | Stadion im. Edwarda Jancarza Widzów: 8 957 Sędzia: Michał Sasień |

| 10 runda 16 czerwca 2023 | ebut.pl Stal Gorzów Wielkopolski | 43:47 | Betard Sparta Wrocław | Stadion im. Edwarda Jancarza Widzów: 11 739 Sędzia: Arkadiusz Kalwasiński |
| 10 runda 16 czerwca 2023 | 9. Woźniak 8 (3,2,2,0,1) 10. O. Fajfer 1 (w,w,0,1) 11. Vaculík 13 (2,3,1,3,2,2) 12. Jasiński 0 (0,0,–,–,–) 13. Thomsen 14 (3,3,2,3,0,3) 14. Paluch 5 (2,2,1) 15. Bartkowiak 2 (1,0,1) 16. Pollestad 0 (0) | 43:47 | 1. Woffinden 5 (1,1,1,2) 2. Bewley 8 (1,2,3,2,0) 3. A. Łaguta 10 (0,1,3,3,3) 4. Pi. Pawlicki 3 (t,2,w,1,–) 5. Janowski 11 (2,3,3,2,1) 6. Kowalski 8 (3,3,2,0) 7. Panicz 2 (0,1,1,0) | Stadion im. Edwarda Jancarza Widzów: 11 739 Sędzia: Arkadiusz Kalwasiński |

| 11 runda 30 czerwca 2023 | Platinum Motor Lublin | 52:38 | ebut.pl Stal Gorzów Wielkopolski | Stadion MOSiR Bystrzyca w Lublinie Widzów: 9 302 Sędzia: Arkadiusz Kalwasiński |
| 11 runda 30 czerwca 2023 | 9. Hampel 8 (1,1,3,3,0) 10. Kubera 7 (1,3,2,0,1) 11. J. Holder 5 (0,1,2,2) 12. Lindgren 10 (2,2,1,2,3) 13. Zmarzlik 15 (3,3,3,3,3) 14. Cierniak 6 (3,3,0) 15. K. Grzelak 1 (1,0,0) 16. Bańbor ns | 52:38 | 1. Woźniak 3 (2,1,w,–) 2. Pollestad 3 (0,2,1,–,0) 3. Vaculík 14 (3,3,2,3,1,2) 4. O. Fajfer 6 (2,0,1,1,2) 5. Thomsen 9 (1,2,3,0,2,1) 6. Paluch 3 (2,d,0,1) 7. Bartkowiak 0 (0,0,–) 8. Jasiński ns | Stadion MOSiR Bystrzyca w Lublinie Widzów: 9 302 Sędzia: Arkadiusz Kalwasiński |

| 12 runda 9 lipca 2023 | ebut.pl Stal Gorzów Wielkopolski | 51:38 | Tauron Włókniarz Częstochowa | Stadion im. Edwarda Jancarza Widzów: 11 059 Sędzia: Krzysztof Meyze |
| 12 runda 9 lipca 2023 | 9. Woźniak 10 (2,2,1,3,2) 10. O. Fajfer 10 (3,1,0,3,3) 11. Vaculík 12 (1,2,3,3,3) 12. Jasiński 5 (3,1,1,0) 13. Thomsen 7 (2,2,1,2,w) 14. Paluch 5 (3,2,0) 15. Bartkowiak 2 (2,0,0) 16. Pollestad ns | 51:38 | 1. Madsen 10 (0,3,3,2,2) 2. Drabik 5 (0,1,2,2) 3. Woryna 10 (3,3,3,0,w,1) 4. Miśkowiak 2 (1,0,–,1,–) 5. Michelsen 9 (1,3,2,2,1,0) 6. Kupiec 0 (w,0,0) 7. Halkiewicz 2 (1,0,1) 8. Karczewski ns | Stadion im. Edwarda Jancarza Widzów: 11 059 Sędzia: Krzysztof Meyze |

| 13 runda 23 lipca 2023 | ZOOLeszcz GKM Grudziądz | 41:49 | ebut.pl Stal Gorzów Wielkopolski | Stadion żużlowy w Grudziądzu Widzów: 6 531 Sędzia: Michał Sasień |
| 13 runda 23 lipca 2023 | 9. Fricke 10 (3,3,2,0,1,1) 10. Czugunow 7 (1,2,1,1,2) 11. Tarasienko 3 (0,0,–,3) 12. Jakobsen 2 (0,1,1,–,–) 13. Pedersen 11 (3,3,3,d,2) 14. Łobodziński 1 (1,0,0) 15. Pludra 7 (2,1,3,1,t) 16. Rafalski ns | 41:49 | 1. Woźniak 3 (1,0,0,2) 2. Jasiński 8 (1,2,3,2,0) 3. Vaculík 10 (2,3,2,3,–) 4. O. Fajfer 11 (2,2,1,3,3) 5. Thomsen 10 (2,1,2,2,3) 6. Paluch 6 (3,3,0,w) 7. Stojanowski 1 (0,0,1) 8. Pollestad ns | Stadion żużlowy w Grudziądzu Widzów: 6 531 Sędzia: Michał Sasień |

| 14 runda 4 sierpnia 2023 | ebut.pl Stal Gorzów Wielkopolski | 45:45 | For Nature Solutions KS Apator Toruń | Stadion im. Edwarda Jancarza Widzów: 10 553 Sędzia: Paweł Słupski |
| 14 runda 4 sierpnia 2023 | 9. Woźniak 9 (0,3,2,1,3) 10. O. Fajfer 7 (2,2,0,1,2) 11. Vaculík 10 (2,3,2,3,0) 12. Jasiński 3 (1,1,1,–) 13. Thomsen 7 (2,2,0,2,1) 14. Paluch 7 (3,1,3,0) 15. Stojanowski 2 (1,0,1) | 45:45 | 1. Dudek 10 (1,3,1,3,2) 2. Lampart 6 (0,1,3,2) 3. Lambert 10 (3,2,2,0,3) 4. Przedpełski 6 (3,0,1,2,w) 5. Sajfutdinow 10 (3,w,3,3,1) 6. Lewandowski 2 (2,0,0) 7. Affelt 1 (0,1,0) 8. Rumiński ns | Stadion im. Edwarda Jancarza Widzów: 10 553 Sędzia: Paweł Słupski |

| 15 runda 13 sierpnia 2023 | ebut.pl Stal Gorzów Wielkopolski | 41:49 | Tauron Włókniarz Częstochowa | Stadion im. Edwarda Jancarza Widzów: 12 879 Sędzia: Paweł Słupski |
| 15 runda 13 sierpnia 2023 | 9. Woźniak 11 (3,3,3,w,1,1) 10. O. Fajfer 7 (0,2,2,1,0,2) 11. Vaculík 14 (0,2,3,3,3,3) 12. Jasiński 0 (0,–,–,–) 13. Pollestad 4 (1,1,1,1,0) 14. Paluch 5 (3,2,0) 15. Stojanowski 0 (d,0,0) | 41:49 | 1. Madsen 11 (1,3,3,2,2) 2. Miśkowiak 8 (3,2,1,2,0) 3. Woryna 9 (2,0,2,2,3) 4. Drabik 7 (3,1,3,0) 5. Michelsen 9 (2,1,2,3,1) 6. Kupiec 3 (2,1,0) 7. Halkiewicz 2 (1,0,1) 8. Karczewski ns | Stadion im. Edwarda Jancarza Widzów: 12 879 Sędzia: Paweł Słupski |

| 16 runda 20 sierpnia 2023 | Tauron Włókniarz Częstochowa | 50:40 | ebut.pl Stal Gorzów Wielkopolski | Arena Częstochowa Widzów: 11 000 Sędzia: Paweł Słupski |
| 16 runda 20 sierpnia 2023 | 9. Woryna 6 (1,1,2,1,1) 10. Drabik 11 (2,3,3,2,1) 11. Madsen 14 (2,3,3,3,3) 12. Miśkowiak 6 (1,2,1,2) 13. Michelsen 11 (2,2,3,1,3) 14. Karczewski 2 (1,1,0) 15. Kupiec 0 (t,0,0) 16. Śmigielski ns | 50:40 | 1. Woźniak 7 (3,3,1,0,0,0) 2. Jasiński 1 (0,1,0,–) 3. O. Fajfer 7 (d,1,2,2,0,2) 4. Pollestad 0 (0,0,–,–,–) 5. Vaculík 15 (3,2,2,3,3,2) 6. Paluch 8 (3,3,1,0,1) 7. Stojanowski 2 (2,0,–) | Arena Częstochowa Widzów: 11 000 Sędzia: Paweł Słupski |

### Bilans meczów
| Runda    | 1 | 2 | 3 | 4 | 5 | 6 | 7 | 8 | 9 | 10 | 11 | 12 | 13 | 14 | 15 | 16 |
| Miejsce  | W | D | W | D | W | W | D | W | D | D  | W  | D  | W  | D  | D  | W  |
| Rezultat | P | Z | R | P | P | Z | Z | Z | Z | P  | P  | Z  | Z  | R  | P  | P  |
| Pozycja  | 8 | 2 | 4 | 5 | 7 | 6 | 4 | 3 | 3 | 4  | 4  | 4  | 3  | 3  | 6  | 5  |

Legenda:       runda zasadnicza: rundy 1–14;       play-off: rundy 15–20;       1. miejsce;       2. miejsce;       3. miejsce;       baraż o prawo startu w ekstralidze w 2024 roku;       spadek
D – mecz rozgrywany u siebie; W – mecz rozgrywany na wyjeździe; Z – zwycięstwo; P – przegrana; R – remis